# Heman Allen (Politiker, 1779)

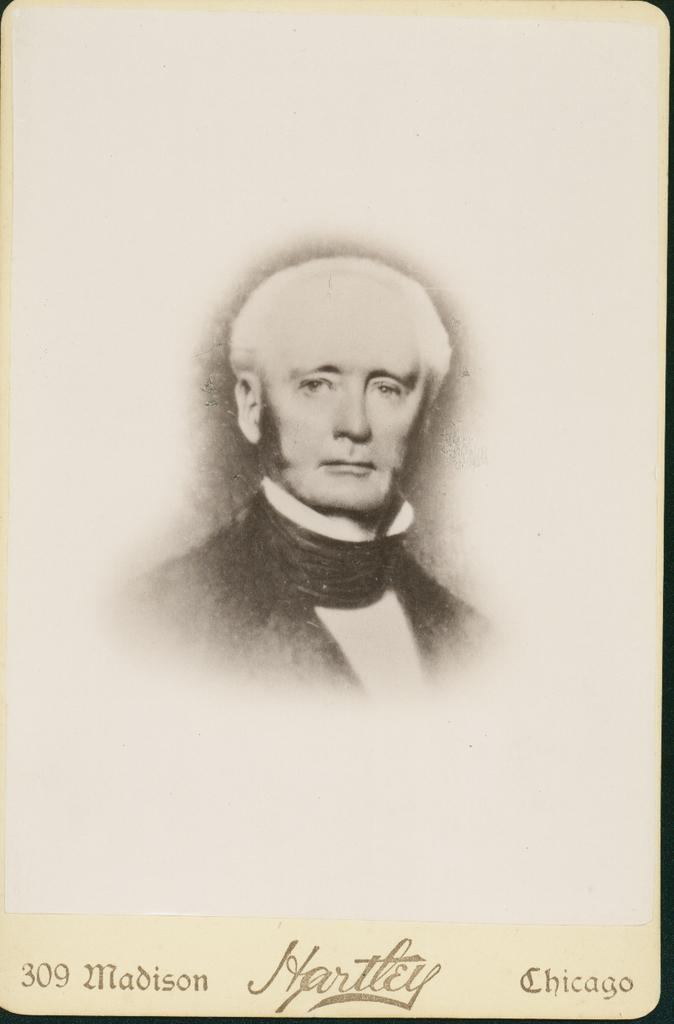
Heman Allen

Heman Allen (* 23. Februar 1779 in Poultney, Republik Vermont; † 7. April 1852 in Highgate, Vermont) war ein US-amerikanischer Politiker. Zwischen 1817 und 1818 vertrat er den vierten Wahlbezirk des Bundesstaates Vermont im US-Repräsentantenhaus und von 1824 bis 1827 war er Botschafter der Vereinigten Staaten in Chile.

## Leben
Heman Allen besuchte die öffentlichen Schulen seiner Heimat und studierte anschließend bis 1795 am Dartmouth College in Hanover (New Hampshire). Nach einem Jurastudium und seiner im Jahr 1801 erfolgten Zulassung als Rechtsanwalt begann er in Colchester in seinem neuen Beruf zu arbeiten. Zwischen 1808 und 1809 war er als Sheriff Leiter der Polizeibehörde im Chittenden County. Von 1811 bis 1814 war er Vorsitzender Richter am dortigen Bezirksgericht.
Allen gehörte der Demokratisch-Republikanischen Partei an. Zwischen 1812 und 1817 war er Abgeordneter im Repräsentantenhaus von Vermont. Bei den Kongresswahlen des Jahres 1816 wurde er im vierten Distrikt von Vermont in das US-Repräsentantenhaus in Washington, D.C. gewählt. Dort trat er am 4. März 1817 die Nachfolge des Föderalisten Asa Lyon an. Allen übte sein Mandat im Kongress aber nur bis zu seinem Rücktritt am 20. April 1818 aus. Danach war er von 1818 bis 1823 US Marshal für den Bezirk von Vermont.
Anschließend wurde Allen von Präsident James Monroe zum US-Botschafter im erst kurz zuvor unabhängig gewordenen Staat Chile ernannt. Dieses Amt bekleidete er zwischen dem 27. Januar 1823 und dem 31. Juli 1827. Ab 1830 war Allen Leiter der Filiale der Bundesbank in Burlington. Dort verblieb er bis zur Auflösung der Bank im Jahr 1836 durch Präsident Andrew Jackson. Danach arbeitete Heman Allen als Rechtsanwalt in Highgate, wo er im Jahr 1852 verstarb.